# The Runaways
The Runaways foi uma banda de rock dos Estados Unidos. A banda tornou-se famosa por ser uma banda composta somente por mulheres que tocavam rock and roll. Entre suas canções mais conhecidas estão "Cherry Bomb", "Queens of Noise" e "Born to be Bad". Em sua curta jornada, o grupo fez carreira nos Estados Unidos, Europa e Japão.

## História

### Início
The Runaways foi formado no final de 1975, pela baterista Sandy West e a guitarrista Joan Jett, depois de ambas terem se apresentado ao produtor musical Kim Fowley, que deu o número de telefone de Jett para West. As duas se encontraram por conta própria na casa de West e mais tarde chamaram Fowley, para ouvir o resultado. Fowley em seguida, ajudou as meninas a encontrarem outras integrantes. Duas décadas mais tarde, ele disse: "Eu não juntei as Runaways, eu tive uma ideia, elas que tinham as idéias, todos nós nos encontramos, houve cinco versões diferentes desse grupo, até chegarmos a cinco meninas que foram a que as pessoas gostaram."
Começando como um power trio com a cantora e baixista Micki Steele, As Runaways começaram tocando nos circuitos de festas e clubes ao redor de Los Angeles. Elas logo colocaram Lita Ford como guitarrista, que tinha feito o teste para entrar como baixista. Steele foi demitida do grupo, sendo substituída pela baixista Peggy Foster, que saiu em um mês. A vocalista Cherie Currie, foi encontrada em uma boate adolescente, em um local chamado Sugar Shack, seguida pela entrada de Jackie Fox, que fez o teste para tocar guitarra, mas acabou no baixo.

### Fama
As Runaways conseguiram um contrato com a Mercury Records em 1976 e lançaram seu álbum de estréia The Runaways, pouco tempo depois. A banda viajou pelos Estados Unidos e tocou em vários shows esgotados. O documentário Edgeplay: A Film About the Runaways, dirigido pela ex-baixista do Runaway Vickie Blue, revelou que cada menina se inspirou depois em um ídolo: Currie em David Bowie, Jett em Suzi Quatro, Ford em Jeff Beck e Ritchie Blackmore, West em Roger Taylor e Fox em Gene Simmons.
Seu segundo álbum, Queens of Noise foi lançado em 1977 e a banda começou uma turnê mundial. O Runaways rapidamente se tornou um sucesso aglomerado com o crescente movimento do punk rock. A banda formou alianças com bandas punks, principalmente masculinas, como Ramones e the Dead Boys, bem como a cena punk britânica ao tocar com The Damned, Generation X e Sex Pistols.
No verão de 1977, o empresário reserva da banda David Libert, enviou o grupo para o Japão, onde tocaram em uma série de shows esgotados. As Runaways foram um dos quatro grupos importados na música, a tocar no Japão na época, atrás de ABBA, Kiss e Led Zeppelin, em termos de vendas de álbuns e popularidade. As meninas estavam despreparadas para o assédio dos fãs, que foram cumprimenta-las no aeroporto. A histeria em massa foi posteriormente descrito por Jett, como sendo parecido "com o do Beatlemania". No Japão, As Runaways tinham seu próprio especial de TV, fizeram inúmeras aparições na televisão e lançaram o álbum Live in Japan, que foi certificado ouro. Também no Japão, Fox deixou a banda pouco antes do o grupo ser programado para aparecer no Festival de Música de Tóquio em 1977, Jett assumiu temporariamente as funções no baixo. Quando o grupo voltou para casa, elas substituíram Fox, por Vickie Blue.
Currie deixou o grupo depois de uma discussão com Ford, no outono de 1977. Jett, que já tinha compartilhado vocais com Currie, assumiu vocais em tempo integral. A banda lançou seu quarto álbum, Waitin' for the Night e começou uma turnê mundial com seus amigos, os Ramones. Currie lançou um LP solo, Beauty's Only Skin Deep, produzido por Kim Fowley e começou uma turnê sozinha nos EUA, que incluiu sua irmã gêmea idêntica Marie. A Mercury Records escolheu não lançar o álbum de Currie nos EUA, embora estivesse disponível como uma importação cara pela França. Em 1980, foi anunciado que as irmãs Cherie e Marie Currie, lançariam um álbum pela Capitol Records. Messin 'with the Boys, foi produzido por Steve Lukather, que estava noivo e depois se casou com Marie Currie. Cherie teve pouco sucesso após o Runaways. "Since You Been Gone", um dueto com Marie, entrou no número 95, das paradas americanas.

### Dissolução
Devido a desentendimentos sobre dinheiro e a administração da banda, as Runaways e Kim Fowley se separaram em 1977. O grupo contratou rapidamente um novo empresário, Toby Mamis, que também já havia trabalhado com Blondie e Suzi Quatro. Quando o grupo se separou de Fowley, elas também saíram da gravadora Mercury/Polygram, no qual seu trabalho estava vinculado. No documentário Edgeplay, as integrantes da banda (especialmente Fox e Currie), bem como os pais de Currie e West, acusaram Fowley e outros designados para cuidar da banda, de promessas falsas quanto à escolaridade e outros cuidados, usando da divisão na banda, para conquistar táticas para continuar mantendo o controle da banda, junto com a brigas das integrantes. A banda teria passado muito tempo desfrutando dos excessos do estilo de vida rock 'n' roll, durante este tempo. Elas fizeram parceria com o produtor John Alcock do Thin Lizzy, depois que o futuro parceiro de Jett, Kenny Laguna, recusou o trabalho de produzir o último álbum da banda, And Now... The Runaways.
Vicki Blue deixou o grupo devido a problemas de saúde e foi brevemente substituída por Laurie McAllister, em novembro de 1978. Laurie McAllister foi indicada para a banda por seu vizinho, Duane Hitchings, que havia tocado teclado no álbum And Now... The Runaways. Antes de se juntar as Runaways, Laurie tocou com Baby Roulette e Rave Ons, que tinha uma música lançada em um LP de compilação produzido por Kim Fowley, chamado Vampires From Outer Space. Laurie apareceu no palco com as Runaways, em seus últimos shows na Califórnia, durante as últimas semanas de dezembro de 1978, Até que McAllister decidiu sair da banda depois, em janeiro de 1979.
Houve desacordos entre as integrantes da banda pelo estilo musical a ser seguido, Joan Jett queria que a banda tomasse uma mudança musical, mudando para um punk rock e glam rock, enquanto Lita Ford e Sandy West queriam continuar a tocar hard rock e heavy metal. Nenhuma aceitava o ponto de vista da outra. Então a banda fez o seu último concerto, Na Véspera de Ano Novo de 1978, no Cow Palace, perto de São Francisco e oficialmente vindo a se separar em abril de 1979.

## Após o fim da banda
Após o término do grupo cada integrante seguiu em carreira solo, formou uma nova banda,  ou mudou de profissão:
Joan Jett
Jett passou a trabalhar com o produtor e ex-Shondell Kenny Laguna. Depois de ter sido rejeitada por 23 gravadoras, eles formaram sua própria gravadora, Blackheart Records, em 1980. Ao cria-lo, Jett tornou-se uma das primeiras artistas do sexo feminino a fundar sua própria gravadora. O selo continua a lançar álbuns dos Blackhearts, e também de outras bandas novas. Jett continuou tendo um enorme sucesso com sua regravação da canção "I Love Rock 'n' Roll" do The Arrows, além de outros sucessos como "Crimson and Clover", "Bad Reputation" e "I Hate Myself for Loving You". Jett co-estrelou o filme de 1987 Light of Day, com Michael J. Fox e apareceu na releitura de 2000 da Broadway do espetáculo The Rocky Horror Show, como Columbia. Jett também está na lista da revista Rolling Stone, entre "Os 100 maiores guitarristas de todos os tempos". Em 2013, ela lançou um novo álbum de estúdio intitulado Unvarnished, que entrou no número 47, nas paradas dos EUA. Em 2015, ela e sua banda The Blackhearts, foram introduzidos no Rock and Roll Hall of Fame. Ela continua tocando e fazendo turnês por todo o mundo até hoje.
Sandy West
West continuou trabalhando com John Alcock, quando o grupo se dissolveu. Tentou iniciar algum projeto com Lita Ford, mas nada ocorreu. Ela formou a Sandy West Band e tocou na Califórnia, ao longo dos anos 1980 e 1990, às vezes com Cherie Currie. Ela também trabalhou em estúdio com John Entwistle do The Who e se tornou uma professora de bateria. West foi diagnosticada com câncer no pulmão em 2005 e após muitos tratamentos, não resistiu à doença e morreu em outubro de 2006. Um concerto em homenagem a memória da artista, foi mais tarde realizado em Los Angeles, com a Sandy West Band, Cherie Currie, The Bangles, The Donnas, Carmine e Vinny Appice, entre vários outros.
Micki Steele
Entrou para a banda The Bangles que fez sucesso nos anos 1980, com canções como "Manic Monday", "Walk Like a Egyptian" e "Eternal Flame".
Lita Ford
Ford se lançou como uma artista solo para Polygram, nos anos 1980, onde ela lançou vários álbuns antes de se juntar com a empresária Sharon Osbourne. Ela também teve sucesso com canções como "Kiss Me Deadly" e "Close My Eyes Forever" (o segundo um dueto com o marido de sua empresária, Ozzy Osbourne). Ela foi casada com Chris Holmes do W.A.S.P. e com o ex-cantor do Nitro Jim Gillette, com quem ela tem dois filhos. Depois de um longo hiato, Ford fez um retorno, apresentando-se no Rock The Bayou e outros festivais de hard-rock durante o verão de 2008. Ela lançou o Wicked Wonderland, seu primeiro álbum de estúdio em 14 anos, em 6 de outubro de 2009. Durante o ano de 2009, Lita fez uma turnê como convidada especial, durante muitos shows da turnê  American Soldier da banda de metal progressivo Queensrÿche, onde ela interpretou duas músicas do Wicked Wonderland e cantou seu dueto "Close My Eyes Forever" com Geoff Tate, vocalista do Queensrÿche. Ford também está fazendo aparições na televisão, aparecendo no Rock'n'Roll Fantasy Camp do VH1, That Metal Show e recentemente filmou como convidada no programa Big Time Rush da Nickelodeon.
No início de 2012, Lita Ford anunciou que ela provavelmente entraria em turnê e possivelmente estaria gravando novas músicas, com Cherie Currie.
Cherie Currie
Ao sair das Runaways, Currie lançou um álbum solo em 1978, intitulado Beauty's Only Skin Deep e um álbum em dueto em 1980 com sua irmã Marie Currie, Messin' with the Boys, em que a dupla saiu em turnê com os Toto. Cherie e sua irmã Marie Currie atingiram o número 95, nos charts norte-americanos com a canção "Since You Been Gone". Ela também apareceu em uma série de filmes, mais notavelmente Foxes com Jodie Foster. Ao longo da década de 1990, Currie trabalhou palestrando sobre drogas para adolescentes viciados e como treinadora de fitness pessoal. Casou-se com o ator Robert Hays; Eles têm um filho juntos, Jake Hays, mas o casal se divorciou em 1997.
Currie ainda toca e grava. Ela tem uma galeria de arte em Chatsworth, Califórnia, onde suas obras estão atualmente em exibição. Ela também está atualmente com contrato com a gravadora Blackheart Records, de Jett.
Em 2012, ela começou a gravar músicas co-escritas com seu filho Jake, produzido por Steve Lukather. Lukather adiou o projeto para o verão de 2012, para ir em turnê com Ringo Starr & His All Starr Band. Enquanto isso, Currie anunciou planos para tocar e possivelmente gravar novo material com Lita Ford.
Em 2013, Cherie gravou duas músicas com Alexx Michael para o supergrupo de hard rock e glam metal Shameless, que foi lançado no álbum Beautiful Disaster, em 2 de outubro de 2013.
Jackie Fox
Fox voltou a usar seu nome de nascimento Fuchs e Ingressou na Universidade de Harvard se tornando advogada. Ela morou no exterior e é  fotógrafa amadora. Fox fotografou muitos atores famosos, como James McAvoy e George Clooney. Ela co-escreveu "Delilah's Scissors", com Tischler-Blue e produziu e apareceu no Edgeplay, um documentário de 2005 de Tischler-Blue sobre as Runaways. Ela também escreve uma coluna de cuidado de gato no Examiner.com. e ocasionalmente escreve para Listverse.com. Ela tem um site popular e blog em www.myspace.com/jackiefuchs e foi o blogueiro convidado pela primeira vez para o Environmental Working Group Animal de estimação para o site de Meio Ambiente. Ela é a autora do The Well, um trabalho inédito de ficção histórica para jovens adultos e atualmente está trabalhando em seu segundo romance. Ela apareceu como um concorrente no programa de televisão da ABC Who Wants to Be a Millionaire?, Que foi ao ar em 6 de setembro de 2013.
Em julho de 2015, Fox revelou publicamente que ela foi estuprada por Fowley, na véspera de Ano Novo de 1975, após um show do Runaways, em um clube do condado em Orange. Dezesseis anos na época, Fox teria recebido um Methaqualone, de um homem que ela pensava ser um roadie e enquanto ela estava incapacitada, Fowley a estuprou. Currie afirmou que ela, achou errada, as ações de Fowley e saiu furiosa da sala quando ele se recusou a parar.
Vickie Blue
Vickie Blue é agora conhecida como Victory Tischler-Blue. Depois de deixar as Runaways, ela mudou seu foco para a produção de filmes e televisão, eventualmente se tornando produtora e diretora de vários programas de TV, como reality shows e revistas, incluindo  Entertainment Tonight, Access Hollywood e Real Stories of the Highway Patrol. Ela passou a formar o Sacred Dogs Entertainment Group, uma empresa de produção de filmes e lançou um documentário sobre o Runaways chamado Edgeplay: Um filme sobre os Runaways. Em 2005, Tischler-Blue dirigiu Naked Under Leather, um documentário com sua companheira de rock Suzi Quatro, que foi selecionada para o Papai Noel Cruz Film Festival em maio de 2004 e lançado em 25 de dezembro de 2005. Centrando-se em produções musicais dirigidas, foi batida a produção executiva em um especial: The Bee Gees "Unbroken Fever"—The 30th Anniversary of Saturday Night Fever. Além disso, Tischler-Blue e Ford se juntaram novamente para a gravação da música de Ford El Guitarrista, uma série animada que Sacred Dogs Entertainment Group, está produzindo.
Laurie McAllister
Saiu da banda para entrar em uma outra também só de garotas, chamada The Orchids. Faleceu em 25 de agosto de 2011 em decorrência de doença respiratória aos 53 anos.
Kim Fowley (produtor)
Continuou escrevendo e produzindo para diversos grupos de artistas no anos 70 incluindo Kiss, Helen Reddy, Alice Cooper e Slade.
Em 2010, foi criado um filme que conta a história desde a formação da banda, ao final dela. Lançado nos EUA como The Runaways e no Brasil como The Runaways - As Garotas do Rock